# Kuurne-Brussel-Kuurne 2023
De 75e editie van de Belgische wielerwedstrijd Kuurne-Brussel-Kuurne werd gehouden op 26 februari 2023. De start en finish vonden plaats in Kuurne. De wedstrijd maakte deel uit van de UCI ProSeries-kalender als 1.Pro wedstrijd. Titelverdediger Fabio Jakobsen werd opgevolgd door Tiesj Benoot.

## Uitslag
| Plaats  | Naam                 | Ploeg                    | Tijd     |
| ------- | -------------------- | ------------------------ | -------- |
| Winnaar | Tiesj Benoot         | Jumbo-Visma              | 4u32'25" |
| 2       | Nathan Van Hooydonck | Jumbo-Visma              | +1"      |
| 3       | Matej Mohorič        | Bahrain-Victorious       | z.t.     |
| 4       | Taco van der Hoorn   | Intermarché-Circus-Wanty | z.t.     |
| 5       | Tim Wellens          | UAE Team Emirates        | z.t.     |
| 6       | Christophe Laporte   | Jumbo-Visma              | +43"     |
| 7       | Arnaud De Lie        | Lotto-Dstny              | z.t.     |
| 8       | Jordi Meeus          | BORA-hansgrohe           | z.t.     |
| 9       | Fabio Jakobsen       | Soudal Quick-Step        | z.t.     |
| 10      | Jasper Stuyven       | Trek-Segafredo           | z.t.     |

1945 · 1946 · 1947 · 1948 · 1949 · 1950 · 1951 · 1952 · 1953 · 1954 · 1955 · 1956 · 1957 · 1958 · 1959 · 1960 · 1961 · 1962 · 1963 · 1964 · 1965 · 1966 · 1967 · 1968 · 1969 · 1970 · 1971 · 1972 · 1973 · 1974 · 1975 · 1976 · 1977 · 1978 · 1979 · 1980 · 1981 · 1982 · 1983 · 1984 · 1985 · 1986 · 1987 · 1988 · 1989 · 1990 · 1991 · 1992 · 1993 · 1994 · 1995 · 1996 · 1997 · 1998 · 1999 · 2000 · 2001 · 2002 · 2003 · 2004 · 2005 · 2006 · 2007 · 2008 · 2009 · 2010 · 2011 · 2012 · 2013 · 2014 · 2015 · 2016 · 2017 · 2018 · 2019 · 2020 · 2021 · 2022 · 2023 · 2024 · 2025
Lijst van beklimmingen
Ronde van San Juan ·
Ronde van Valencia ·
Clásica de Almería ·
Ronde van Oman ·
Ronde van de Algarve ·
Ruta del Sol ·
Faun Ardèche Classic ·
La Drôme Classic ·
Kuurne-Brussel-Kuurne ·
Trofeo Laigueglia ·
Milaan-Turijn ·
Nokere Koerse ·
GP Denain ·
Bredene Koksijde Classic ·
GP Industria & Artigianato-Larciano ·
Grote Prijs Miguel Indurain ·
Scheldeprijs ·
Brabantse Pijl ·
Ronde van de Alpen ·
Grote Prijs van Plumelec ·
Tro Bro Léon ·
Ronde van Hongarije ·
Vierdaagse van Duinkerke ·
Boucles de la Mayenne ·
Ronde van Noorwegen ·
Brussels Cycling Classic ·
Dwars door het Hageland ·
Ster ZLM Tour ·
Ronde van België ·
Ronde van Slovenië ·
Ronde van het Qinghaimeer ·
Ronde van Wallonië ·
Ronde van Burgos ·
Ronde van Denemarken ·
Arctic Race of Norway ·
Ronde van Duitsland ·
Maryland Cycling Classic ·
Ronde van Groot-Brittannië ·
Grote Prijs van Fourmies ·
Grote Prijs van Wallonië ·
Coppa Sabatini ·
Super 8 Classic ·
Ronde van het Taihu-meer ·
Ronde van Luxemburg ·
Circuit Franco-Belge ·
Ronde van Langkawi ·
Ronde van Emilia ·
Coppa Bernocchi ·
Ronde van de Drie Valleien ·
Ronde van het Münsterland ·
Ronde van Piemonte ·
Ronde van Hainan ·
Parijs-Tours ·
Ronde van Veneto ·
Japan Cup ·
Veneto Classic